# 屋島総合病院
屋島総合病院（やしまそうごうびょういん）は、香川県厚生農業協同組合連合会（JA香川厚生連）が香川県高松市に設置する病院。
1948年（昭和23年）に発足した（発足時は5診療科、148床）。1999年（平成11年）に訪問看護ステーションを併設した。また、2005年（平成17年）3月から段階的に電子カルテシステムを導入し、同年5月に全面的に運用を開始した。

## 診療科
- 内科
- 循環器内科
- 外科
- 整形外科
- 脳神経外科
- 小児科
- 産婦人科
- 耳鼻咽喉科
- 眼科
- 皮膚科
- 泌尿器科
- 放射線科
- 歯科
- 麻酔科
- 形成外科

## 医療機関の指定・認定
（下表の出典）
| 保険医療機関                                   | 指定養育医療機関                         |
| 労災保険指定医療機関                           | 原子爆弾被害者一般疾病医療取扱医療機関   |
| 指定自立支援医療機関（更生医療）               | 母体保護法指定医の配置されている医療機関 |
| 指定自立支援医療機関（育成医療）               | へき地医療拠点病院                       |
| 指定自立支援医療機関（精神通院医療）           | 臨床研修病院                             |
| 身体障害者福祉法指定医の配置されている医療機関 | 在宅療養後方支援病院                     |
| 生活保護法指定医療機関                         | DPC対象病院                              |
| 結核指定医療機関                               |                                          |

- 救急告示病院[3]
- このほか、各種法令による指定・認定病院であるとともに、各学会の認定施設でもある。

## 交通アクセス
- 高松琴平電気鉄道志度線「潟元駅」よりシャトルタクシー運行[4]

## 関連施設
- 滝宮総合病院